# Karol Gašpar
Karol Gašpar (23. prosince 1920 Bratislava – 4. listopadu 2010 tamtéž) byl slovenský fotbalový záložník.

## Hráčská kariéra
Byl odchovancem menšího bratislavského oddílu ŠK Prievoz. Za války se stal s OAP Bratislava mistrem Slovenska (1942/43).
V československé lize hrál za ŠK Bratislava, aniž by skóroval.

### Prvoligová bilance
| Ročník             | Zápasy | Góly | Minuty | Klub          |
| ------------------ | ------ | ---- | ------ | ------------- |
| I. liga 1945/46    | –      | 0    | –      | ŠK Bratislava |
| CELKEM I. ČS. LIGA | –      | 0    | –      |               |